# Campionati del mondo di atletica leggera 2022 - Getto del peso maschile
La gara del getto del peso maschile dei campionati del mondo di atletica leggera 2022 si è svolta tra il 15 e il 17 luglio all'Hayward Field di Eugene, negli Stati Uniti d'America.

## Podio
| Pos.    | Atleta        | Nazionalità | Misura  |
| ------- | ------------- | ----------- | ------- |
| Oro     | Ryan Crouser  | Stati Uniti | 22,94 m |
| Argento | Joe Kovacs    | Stati Uniti | 22,89 m |
| Bronzo  | Josh Awotunde | Stati Uniti | 22,29 m |

## Situazione pre-gara

### Record
Prima di questa competizione, il record del mondo (RM) e il record dei campionati (RC) erano i seguenti.
| Record                | Prestazione | Atleta                   | Data                                         | Competizione  |
| --------------------- | ----------- | ------------------------ | -------------------------------------------- | ------------- |
| Record mondiale       | 23,37 m     | Ryan Crouser Stati Uniti | 18 giugno 2021 Eugene, Stati Uniti d'America |               |
| Record dei campionati | 22,91 m     | Joe Kovacs Stati Uniti   | 5 ottobre 2019 Doha, Qatar                   | Mondiali 2019 |

### Campioni in carica
I campioni in carica, a livello mondiale e olimpico, erano:
| Campione | Atleta                   | Prestazione | Data                          | Competizione         |
| -------- | ------------------------ | ----------- | ----------------------------- | -------------------- |
| Olimpico | Ryan Crouser Stati Uniti | 23,30 m     | 5 agosto 2021 Tokyo, Giappone | Giochi olimpici 2021 |
| Mondiale | Joe Kovacs Stati Uniti   | 22,91 m     | 5 ottobre 2019 Doha, Qatar    | Mondiali 2019        |

### La stagione
Prima di questa gara, gli atleti con le migliori tre prestazioni dell'anno erano:
| Pos. | Atleta                   | Prestazione | Data                                         |
| ---- | ------------------------ | ----------- | -------------------------------------------- |
| 1    | Ryan Crouser Stati Uniti | 23,12 m     | 24 giugno 2022 Eugene, Stati Uniti d'America |
| 2    | Joe Kovacs Stati Uniti   | 22,87 m     | 24 giugno 2022 Eugene, Stati Uniti d'America |
| 3    | Tom Walsh Nuova Zelanda  | 22,31 m     | 5 giugno 2022 Chorzów, Polonia               |

## Risultati

### Qualificazione
Qualificazione: gli atleti che raggiungono i 21,20 m (Q) o le migliori 12 misure (q)
| Pos. | Gruppo | Atleta                | Nazionalità   | 1ª prova | 2ª prova | 3ª prova | Misura | Note |
| ---- | ------ | --------------------- | ------------- | -------- | -------- | -------- | ------ | ---- |
| 1    | A      | Ryan Crouser          | Stati Uniti   | 22,28    |          |          | 22,28  | Q    |
| 2    | B      | Joe Kovacs            | Stati Uniti   | 21,50    |          |          | 21,50  | Q    |
| 3    | A      | Tom Walsh             | Nuova Zelanda | 20,81    | 21,11    | 21,44    | 21,44  | Q    |
| 4    | B      | Nick Ponzio           | Italia        | 21,00    | 21,35    |          | 21,35  | Q    |
| 5    | B      | Jacko Gill            | Nuova Zelanda | 20,16    | 21,24    |          | 21,24  | Q    |
| 6    | A      | Josh Awotunde         | Stati Uniti   | 21,18    | x        | 21,13    | 21,18  | (q)  |
| 7    | B      | Filip Mihaljević      | Croazia       | 20,56    | 21,17    | x        | 21,17  | (q)  |
| 8    | B      | Adrian Piperi         | Stati Uniti   | 21,03    | x        | x        | 21,03  | (q)  |
| 9    | B      | Darlan Romani         | Brasile       | x        | 20,98    | x        | 20,98  | (q)  |
| 10   | A      | Chukwuebuka Enekwechi | Nigeria       | 20,51    | 20,87    | 20,85    | 20,87  | (q)  |
| 11   | A      | Marcus Thomsen        | Norvegia      | 19,90    | 20,27    | 19,83    | 20,27  | (q)  |
| 12   | B      | Uziel Muñoz           | Messico       | 20,06    | 20,24    | 20,16    | 20,24  | (q)  |
| 13   | A      | Konrad Bukowiecki     | Polonia       | 19,43    | x        | 20,24    | 20,24  |      |
| 14   | B      | Michał Haratyk        | Polonia       | 19,89    | 20,08    | 20,13    | 20,13  |      |
| 15   | A      | Roman Kokoško         | Ucraina       | 19,35    | 20,02    | 19,74    | 20,02  |      |
| 16   | A      | Scott Lincoln         | Regno Unito   | 19,41    | x        | 19,97    | 19,97  |      |
| 17   | B      | Tsanko Arnaudov       | Portogallo    | 18,06    | 19,68    | 19,93    | 19,93  |      |
| 18   | A      | Andrei Toader         | Romania       | 19,83    | 19,78    | 19,60    | 19,83  |      |
| 19   | A      | Welington Morais      | Brasile       | 18,98    | 19,80    | x        | 19,80  |      |
| 20   | A      | Eric Favors           | Irlanda       | 19,44    | 19,50    | 19,76    | 19,76  |      |
| 21   | B      | Willian Dourado       | Brasile       | 19,65    | 19,41    | 19,73    | 19,73  |      |
| 22   | A      | Leonardo Fabbri       | Italia        | 19,49    | x        | 19,73    | 19,73  |      |
| 23   | B      | Simon Bayer           | Germania      | 19,13    | 19,16    | 19,71    | 19,71  |      |
| 24   | B      | Carlos Tobalina       | Spagna        | 19,45    | 19,47    | 19,70    | 19,70  |      |
| 25   | A      | Nicholas Scarvelis    | Grecia        | 19,55    | 19,01    | x        | 19,55  |      |
| 26   | B      | Anastasios Latifllari | Grecia        | 18,90    | x        | 18,98    | 18,98  |      |
| 27   | A      | Ignacio Carballo      | Argentina     | 18,74    | 18,06    | x        | 18,74  |      |
| 28   | B      | Dotun Ogundeji        | Nigeria       | 18,35    | x        | x        | 18,35  |      |
| 29   | B      | John Kelly            | Irlanda       | x        | x        | 17,92    | 17,92  |      |

### Finale
| Pos.    | Atleta                | Nazionalità   | 1ª prova | 2ª prova | 3ª prova | 4ª prova | 5ª prova | 6ª prova | Misura | Note                                     |
| ------- | --------------------- | ------------- | -------- | -------- | -------- | -------- | -------- | -------- | ------ | ---------------------------------------- |
| Oro     | Ryan Crouser          | Stati Uniti   | 22,21    | 22,71    | 22,58    | 22,16    | 22,94    | x        | 22,94  | Record dei campionati                    |
| Argento | Joe Kovacs            | Stati Uniti   | 22,62    | x        | 22,17    | 22,16    | 22,89    | 22,42    | 22,89  | Miglior prestazione personale stagionale |
| Bronzo  | Josh Awotunde         | Stati Uniti   | 22,24    | 21,70    | 21,14    | x        | 22,29    | 22,22    | 22,29  | Miglior prestazione personale            |
| 4       | Tom Walsh             | Nuova Zelanda | 21,40    | 20,67    | 21,49    | x        | 22,08    | 21,27    | 22,08  |                                          |
| 5       | Darlan Romani         | Brasile       | 21,69    | 21,90    | x        | 21,92    | 21,34    | x        | 21,92  |                                          |
| 6       | Filip Mihaljević      | Croazia       | 21,05    | x        | x        | 21,35    | 21,82    | 21,58    | 21,82  |                                          |
| 7       | Jacko Gill            | Nuova Zelanda | 19,19    | 20,75    | 20,82    | 21,03    | x        | 21,40    | 21,40  |                                          |
| 8       | Adrian Piperi         | Stati Uniti   | 20,88    | 20,93    | x        | 20,79    | x        | x        | 20,93  |                                          |
| 9       | Nick Ponzio           | Italia        | 20,28    | 20,81    | 20,76    |          |          |          | 20,81  |                                          |
| 10      | Marcus Thomsen        | Norvegia      | 20,64    | 20,66    | 19,98    |          |          |          | 20,66  |                                          |
| 11      | Chukwuebuka Enekwechi | Nigeria       | 20,15    | x        | 20,65    |          |          |          | 20,65  |                                          |
| 12      | Uziel Muñoz           | Messico       | 20,01    | 19,71    | 19,79    |          |          |          | 20,01  |                                          |